# Hajbatulláh Achúndzáda
Mulla Hajbatulláh Achúndzáda (paštunsky ھیبت الله اخوندزاده‎, * 1961, Kandahár, Afghánistán) je afghánský deobandský politický a náboženský vůdce, který je třetím velitelem Tálibánu a třetím Nejvyšším vůdcem Afghánistánu. Vůdcem Tálibánu se stal v květnu 2016 poté, kdy jeho předchůdce Akhtar Mansúr zemřel při útoku amerického bezpilotního letounu v Pákistánu. Po vítězství Tálibánu nad silami islámské republiky v srpnu 2021 se stal de facto vládcem celého Afghánistánu.
V lednu 2025 požádal vrchní žalobce Mezinárodního trestního soudu Karim Khan o vydání zatykačů na dva politické představitele Tálibánu v Afghánistánu. Šlo o Hajbatulláha Achúndzádu a předsedu Nejvyššího soudu Afghánistánu Abdula Hakíma Hakkáního. Oba byli obviněni ze zločinů proti lidskosti, zejména z genderově podmíněné perzekuce žen a dívek. Soud zatykače vydal 8. července.

## Život
Po sovětské invazi do Afghánistánu v roce 1979 Achúndzáda odešel do pákistánské Kvéty, kde studoval. Zapojil se do odporu proti sovětské armádě. Od roku 1996 se podílel na vládě Tálibánu. Později byl soudcem v tálibánských soudech, které se řídily právem šaría. Získal si přízeň vůdce teroristického hnutí Al-Káida Ajmána Zavahrího.
Po převzetí moci Tálibánem v Afghánistánu v srpnu 2021 se s ním počítalo jako novou možnou hlavou země. V září 2021 se v západních médiích objevily spekulace, že byl spolu s Abdulem Gháním Baradarem zabit při sporu o obsazení afghánské prozatímní vlády.

### Nejvyšší vůdce Afghánistánu
Přestože hlavním městem a sídlem vlády je Kábul, nejvyšší vůdce Hajbatulláh Achúndzáda sídlí v Kandaháru. Krátce po převzetí moci nařídil striktně aplikovat islámské právo šaría, včetně kamenování žen.V květnu 2023 se sešel s katarským premiérem Muhammadem bin Abdar Rahmán Sáním. Přestože se na veřejnosti zpravidla neobjevuje, v dubnu 2024 před tisícovkami věřících ve městě Kandahár vedl modlitby u příležitosti muslimského svátku íd al-fitr.